# Čištije
Čistije (perzijski, چشتی) su derviši čištijskog tarikata (derviškog reda) koji je osnovao Moinuddin Chishti, koji je bio iz mjesta Chisti u današnjem Afganistanu. 
Čistijski tarikat je poznat po tome što naglašava na ljubav, toleranciju i otvorenost. Djelovao je prije svega u Afganistanu i na indijskom potkontinentu. Bio je jedan od prva četiri glavna derviška reda (čistijski, kadirijski, suhreverdijski i nakšibendijski) koji su uspostavljeni na tom području. Muinuddin Chishti uveo je čištijski tarikat proširio na područje Indije sredinom 12. stoljeća. 
U 20. stoljeću red se proširio izvan Afganistana i indijskog potkontinenta. Osnovali su tekije u Velikoj Britaniji, Sjedinjenim Državama, Australiji te istočnoj i južnoj Africi.

## Vanjske povezice
- Haeri, Muneera (2000) The Chishtis: a living light Oxford University Press, Oxford, UK, ISBN 0-19-579327-7
- Ernst, Carl W. and Lawrence, Bruce B. (2002) Sufi Martyrs of Love: The Chishti Order in South Asia and Beyond Palgrave Macmillan, New York, ISBN 1-4039-6026-7. Excerpts
- Farīdī, Iḥtishāmuddīn (1992) Tārīk̲h̲-i iblāg̲h̲-i Cisht Āl Inḍiyā Baz-i Ḥanafī, Delhi, OCLC 29752219 in Urdu with biographies
- Āryā, Ghulām ‘Alī (2004) Ṭarīqah-i Chishtīyah dar Hind va Pākistān: ta’līf-i Ghulām‘alī Āryā Zavvār, Tehran, ISBN 964-401-200-3 in Persian
- Chopra, R.M., "SUFISM", 2016, Anuradha Prakashan, New Delhi. ISBN 978-93-85083-52-5.